# Cylichna crossei
Cylichna crossei is een slakkensoort uit de familie van de Cylichnidae. De wetenschappelijke naam van de soort is voor het eerst geldig gepubliceerd in 1886 door Bucquoy, Dautzenberg & Dollfus.